# التكهن بأسلحة الدمار الشامل عقب غزو العراق عام 2003

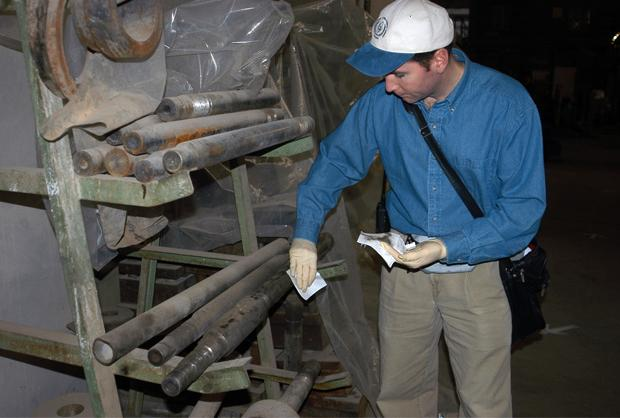
مفتش أسلحة تابع للأمم المتحدة في العراق.

يتعلق التكهن بأسلحة الدمار الشامل عقب غزو العراق سنة 2003 بردود الفعل الفورية والعواقب المترتبة على فشل لجنة الأمم المتحدة للرصد والتحقق والتفتيش «إنموفيك» والفريق المسحي للعراق بقيادة الولايات المتحدة في العثورعلى المخزونات المزعومة من أسلحة الدمار الشامل في أثناء غزو العراق وبعده. أنهت الولايات المتحدة فعليًا جهود البحث عن أسلحة غير معتادة في يناير 2005، وخلصت لجنة الاستخبارات العراقية إلى أن أحكام أجهزة الاستخبارات الأمريكية بشأن استمرار وجود أسلحة الدمار الشامل وبرنامج عسكري مرتبط بها كانت خاطئة. كانت النتائج الرسمية لوكالة الاستخبارات المركزية الأمريكية في أكتوبر 2004 تشير إلى أن الرئيس العراقي صدام حسين «لم يكن يملك مخزونات من الأسلحة غير المشروعة وقت الغزو الأمريكي مارس 2003 ولم يكن قد بدأ أي برنامج لإنتاجها».
بعد عمليات البحث وفي أثنائها، طُرحت نظريات عديدة عن الكيفية التي قد تختفي بها هذه الأسلحة فجأة، بافتراض أنها كانت موجودة في البداية. شمل ذلك نظريات المؤامرة والاتهامات الموجهة ضد الحكومات الأخرى وادعاءات نجاح جهود الخداع التي بذلها صدام حسين.
بعد الكثير من الانتقادات ضد الحرب على مدى السنوات التالية، اعترف كل الأشخاص الذين دعموا مزاعم أسلحة الدمار الشامل في العراق -باستثناء ديك تشيني- أنهم كانوا مخطئين. ودار نقاش حول هل كانت الأرقام التي بُنيت عليها قضية الحرب مضللة دون قصد من قبل الاستخبارات أم أنها خدعت الجمهور عمدًا.

## لا توجد مثل هذه المخزونات

### كان صدام يعلم أنه لا توجد مخزونات
في 13 ديسمبر 2003، ألقت القوات الأمريكية القبض على صدام حسين خلال عملية الفجر الأحمر. وذكرت مجلة تايم أنه في استجوابه الأول سُئل: هل كان لدى العراق أسلحة دمار شامل؟ وفقًا لما ذكره أحد المسؤولين، كان رده:
«لا، بالطبع لا، لقد افترضت الولايات المتحدة وجودها ليكون لديهم سبب للدخول في حرب معنا». تابع المحقق على هذا المنوال، كما قال المسؤول، متسائلًا: «إذا لم يكن لديك أسلحة دمار شامل فلمَ لم تسمح لمفتشي الأمم المتحدة بدخول منشآتكم؟»، رد صدام حسين: «لم نكن نريدهم أن يدخلوا مواقعنا المهمة ويتطفلوا على خصوصيتنا».
لاحقًا كشف صدام خلال الاستجواب، أنه قبل بدء الغزو الأمريكي عام 2003 مباشرة، أعلن لجنرالاته أنه لا توجد أسلحة دمار شامل. ومن بين النظريات التي قدمها تشارلز دولفر أن صدام أرسل إشارات مختلفة إلى أشخاص مختلفين من أجل إبقائهم في حيرة من أمرهم والمساعدة في البقاء في السلطة. وتفيد التقارير أن الوثائق التي استولت عليها قوات التحالف داخل العراق تكشف عن إحباط صدام من عمليات التفتيش على الأسلحة. سجلات الاجتماع تسجله قائلًا لكبار مساعديه: «ليس لدينا أي شيء مخفي!» وفي تعليق آخر، قال: «متى سينتهي هذا؟» وآخر: «لا تفكروا لدقيقة واحدة أنه لا يزال لدينا أسلحة دمار شامل. ليس لدينا شيء».
قال هانز بليكس من لجنة أسلحة الدمار الشامل في كتابه الذي صدر في أوائل عام 2004 بعنوان نزع أسلحة العراق: نجحت الضغوط الخارجية في ردع صدام عن الاحتفاظ بأسلحة الدمار الشامل. وفيما يتعلق بالسبب الذي جعله يبدو غير ناجح في إقناع الآخرين بأن العراق ليس لديه مخزونات -ما سمح بفرض عقوبات شلت الاقتصاد العراقي، أشار بليكس إلى عدة أسباب:
- أوضحت الولايات المتحدة مرارًا لصدام أن اختفائه من المسرح هو وحده الذي سيحل القضية. ولم يتوقع أن يرحل المفتشون.
- كان صدام حسين فخورا جدًا ببلاده لذلك كان معارضًا للسماح لمراقبي دول أخرى بدخول عدد من أهم المنشآت العراقية.
- أخبر العراق الأمم المتحدة مرارًا وتكرارًا أنه قد اتبع التزاماته وأنه أزال جميع الأسلحة المحظورة، لكنه ربما عدَّ الغموض المتعمد مفيدًا.